# S.C. Bacău în sezonul 2013–14
Această pagină adună datele echipei Sport Club Bacău în competițiile oficiale din sezonul 2013-2014.

## Rezultate

### Liga a II-a

#### Tur
| SC Bacău |

| FC Clinceni |

| CSMS Iași |

| SC Bacău |

| SC Bacău |

| Farul Constanța |

| Rapid București |

| SC Bacău |

| SC Bacău |

| Rapid Suceava |

| Dunărea Galați |

| SC Bacău |

| SC Bacău |

| ACS Berceni |

| Gloria Buzău |

| SC Bacău |

| Dunărea Galați |

| SC Bacău |

| SC Bacău |

| Unirea Tărlungeni |

| SC Bacău |

| ACS Berceni |

| Dunărea Galați |

| SC Bacău |

| Dunărea Galați |

| SC Bacău |

| SC Bacău |

| ACS Berceni |

| Dunărea Galați |

| SC Bacău |

| SC Bacău |

| ACS Berceni |

| Dunărea Galați |

| SC Bacău |

| SC Bacău |

| ACS Berceni |

| Dunărea Galați |

| SC Bacău |

| SC Bacău |

| ACS Berceni |

| Dunărea Galați |

| SC Bacău |

### Cupa României

#### Faza a IV-a
| CS Kosarom Pașcani |

| SC Bacău |

#### Faza a V-a
| SC Bacău |

| Dunărea Galați |

#### Șaisprezecimi
| Corona Brașov |

| SC Bacău |

## Statistici

### Statisticile echipei
| Competiție    | Puncte | A casă | A casă | A casă | A casă | A casă | A casă | În deplasare | În deplasare | În deplasare | În deplasare | În deplasare | În deplasare | Total | Total | Total | Total | Total | Total | Golveraj |
| Competiție    | Puncte | M      | V      | E      | Î      | Gf     | Gp     | M            | V            | E            | Î            | Gf           | Gp           | M     | V     | E     | Î     | Gf    | Gp    | Golveraj |
| ------------- | ------ | ------ | ------ | ------ | ------ | ------ | ------ | ------------ | ------------ | ------------ | ------------ | ------------ | ------------ | ----- | ----- | ----- | ----- | ----- | ----- | -------- |
| Liga a II-a   | 3      | 3      | 1      | 0      | 2      | 7      | 7      | 2            | 0            | 0            | 2            | 0            | 3            | 5     | 1     | 0     | 4     | 7     | 10    | -3       |
| Cupa României |        | 1      | 1      | 0      | 0      | 2      | 0      | 2            | 1            | 0            | 1            | 2            | 2            | 3     | 2     | 0     | 1     | 4     | 2     | +2       |
| Total         |        | 4      | 2      | 0      | 2      | 9      | 7      | 4            | 1            | 0            | 3            | 2            | 5            | 8     | 3     | 0     | 5     | 11    | 12    | -1       |